# 田口善国
田口 善国（たぐち よしくに、1923年（大正12年）3月1日 - 1998年（平成10年）11月28日）は、漆芸家。蒔絵の重要無形文化財保持者（人間国宝）。東京都出身。本名、善次郎。蒔絵、螺鈿を得意とし、動植物を主題に現代的な漆器を製作した。

## 生涯
東京麻布区の医師の家に生まれる。幼少から尾形光琳に魅了され漆芸を志す。1939年漆芸家松田権六に弟子入りし、1936年から1941年まで奥村土牛に日本画を学び、漆工史研究者の吉野富雄に古美術を学んだ。日展に1946年（昭和21年）、1947年（昭和22年）、1948年（昭和23年）、1951年（昭和26年）と出展し入選をする。1960年（昭和35年）日光東照宮、1964年（昭和39年）中尊寺金色堂の保存修復に従事。1974年東京芸術大学美術学部講師、1975年同大学助教授、1982年同大学教授。1990年、同大学を定年退職、名誉教授となる。1985年（昭和60年）、紫綬褒章受章。1989年（平成元年）5月6日に重要無形文化財「蒔絵」保持者に認定された。1998年（平成10年）に亡くなった。

## 作品
古美術品の復元修理を通して伝統的な漆芸技法を研究し、蒔絵や螺鈿の技術を習得した。それらの技術を生かして、動植物を主なモティーフとする斬新な意匠や表現に基づく現代的な漆器を制作した。
- 「風呂先屏風みのりの朝」
- 「風呂先屏風蒔絵俵に鼠」
- 「蒔絵盃ピアノとルリ鳥」
- 「四枚折蒔絵屏風親子つばめ」
- 「平文蒔絵箱」
- 「野原蒔絵小箱」

## 外部サイト
- 田口善国（国立文化財研究所 ウェブサイト）